# Lightning Bolt (zespół muzyczny)
Lightning Bolt – amerykański zespół muzyczny z Providence w stanie Rhode Island. Zespół zaliczany do wykonawców gatunku noise rock, został założony w 1994 roku jako szkolny projekt muzyczny. W początkowym składzie Hisham Bharoocha pełnił rolę wokalisty, Brian Chippendale perkusisty, a Brian Gibson grał na gitarze basowej. Zespół opuścił Hisham Bharoocha, jego funkcję przejął Brian Chippendale. Swoje muzyczne umiejętności rozwijali grając w Fort Thunder, zabytkowym magazynie, popularnym miejscu występów lokalnych artystów. Lightning Bolt jest jednym z najbardziej znanych zespołów, wywodzących się z RISD (Rhode Island School of Design).

## Muzyka
W utworach Lightning Bolt uwagę zwraca znaczna ilość pozornie przypadkowych dźwięków i długie, nawet kilkuminutowe, jednostajne partie perkusyjne. Melodia nie występuje praktycznie wcale lub jest prosta i regularna, z tej przyczyny zespół zaliczany bywa do wykonawców gatunku math rock. Brian Chippendale śpiewa tylko w niektórych utworach, jego głos jest modyfikowany elektronicznie i niewyraźny. Często stosowanym efektem jest przekształcanie głosu tak, by wydawał się dobiegać z krótkofalówki. Brian Gibson wydobywa z gitary basowej dźwięki monotonne, mechaniczne i niemelodyjne lub bardzo dynamiczne i wysokie.
Wpływów na ich muzykę często upatruje się w twórczości japońskich zespołów noise rock, takich jak Boredoms czy Ruins. Powszechny jest też pogląd, że znaczny wpływ na ich muzykę ma twórczość Sun Ra i Philipa Glassa. 13 listopada 2008 zespół wystąpił w Poznaniu.

## Dyskografia
- Lightning Bolt (1999)
- Ride The Skies (2001)
- Wonderful Rainbow (2003)
- Hypermagic Mountain (2005)
- Frenzy (2006)
- Earthly Delights (2009)
- Oblivion Hunter (2012)
- Fantasy Empire (2015)

## Wideografia
- The Power of Salad (DVD, 2003)